# Грос-Циммерн
Грос-Циммерн (нім. Groß-Zimmern) — громада в Німеччині, знаходиться в землі Гессен. Підпорядковується адміністративному округу Дармштадт. Входить до складу району Дармштадт-Дібург.
Площа — 21,26 км2. Населення становить 14 646 ос. (станом на 31 грудня 2020).